# Trapezoedro
In geometria per trapezoedro o, impropriamente, deltoedro si intende il poliedro duale di un corrispondente antiprisma. I trapezoedri sono i poliedri duali degli antiprismi, il che significa che, sostituendo vertici con facce e viceversa, si ottengono gli antiprismi equivalenti. Le sue facce sono aquiloni convessi congruenti (detti anche deltoidi). Nessuna delle facce è un trapezoide, quindi il nome trapezoedro, più usato, è fuorviante.
Il termine deltoedro non va confuso con deltaedro, poliedro con tutte le facce costituite da triangoli equilateri congruenti.

## Successione di poliedri
Un trapezoedro ha {\displaystyle 2n} facce. Esiste quindi un trapezoedro per ogni {\displaystyle n>2}. Per {\displaystyle n=3} il trapezoedro è in realtà un cubo: in questo unico caso gli aquiloni sono dei quadrati, per {\displaystyle n>3} gli aquiloni sono sempre irregolari.

## Costruzione
Il trapezoedro può essere ottenuto da due piramidi a base {\displaystyle n}-gonale regolare congruenti; esse in un primo momento vengono disposte con le basi sovrapposte, poi si sottopone una piramide a una rotazione intorno a suo asse di 180° /{\displaystyle n} e infine si compenetrano le piramidi e si smussano i loro spigoli di base. Questa costruzione spiega anche perché ci si riferisca ai trapezoedri anche con il nome di antibipiramidi.
Altro modo strettamente analogo di costruire un trapezoedro è considerare due piramidi rette, convesse a base {\displaystyle n}-gonale regolare identiche le cui basi poggino sui {\displaystyle n}-goni regolari identici e congruenti rispetto alle basi di un antiprisma {\displaystyle n}-gonale al centro; l'ipotesi di congruenza delle piramidi rispetto all'antiprisma garantisce la loro rotazione di π/2n sul proprio asse.

## Casi particolari
| Poliedro     |          |          |          |          |          |          |          |              |              |             |
| Tassellatura |          |          |          |          |          |          |          |              |              |             |
| Incidenza    | V2.3.3.3 | V3.3.3.3 | V4.3.3.3 | V5.3.3.3 | V6.3.3.3 | V7.3.3.3 | V8.3.3.3 | ...V10.3.3.3 | ...V12.3.3.3 | ...V∞.3.3.3 |

Nel caso particolare del poliedro duale di un antiprisma triangolare, gli aquiloni sono rombi (o quadrati), quindi tali trapezoedri sono anche chiamati zonoedri. Essi si chiamano romboedri e sono cubi deformati secondo la direzione della diagonale del solido; i romboedri sono anche parallelepipedi con facce romboidali congruenti.
Un caso particolare di romboedro è quello le cui facce hanno angoli di 60° e di 120°: tale figura può essere scomposta in due tetraedri regolari uguali e in un ottaedro regolare. Dato che i parallelepipedi possono riempire uno spazio, ne deriva che tale proprietà si estende a un'opportuna combinazione di tetraedri e ottaedri regolari.
Nel caso degenere con n=2, si ha un tetraedro geometrico con 6 vertici, 8 spigoli e facce costituite triangoli derivati da 4 aquiloni degeneri: i duali di tali solidi sono una forma degenerata di antiprismi, ossia altri tetraedri.

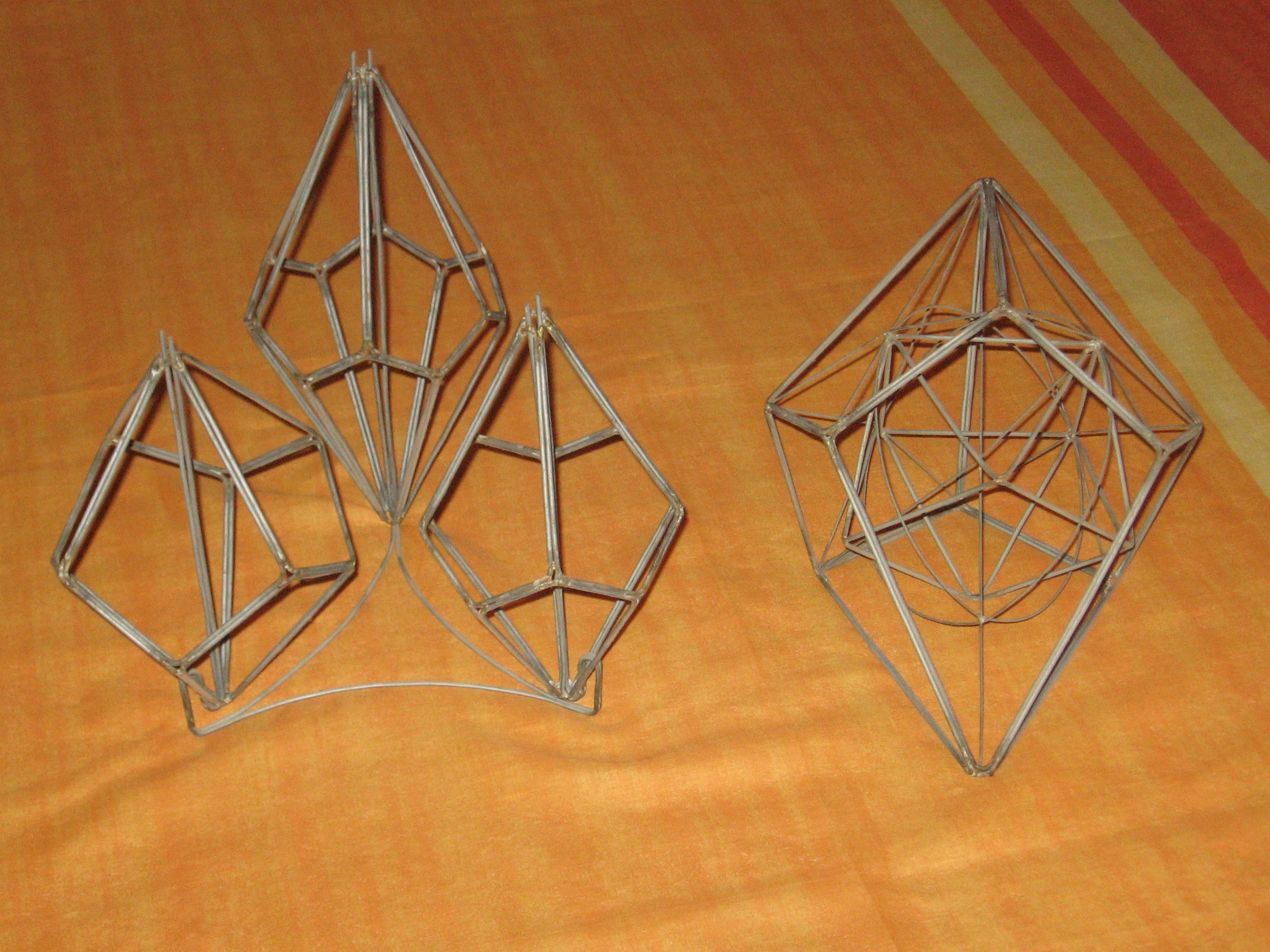
Trapezoedro (quadrangolare pentagonale e esagonale): modelli in filo metallico dello scheletro essenziale (vertici e spigoli).